# Square des Deux-Nèthes
Square des Deux-Néthes är en park i Quartier des Grandes-Carrières i Paris artonde arrondissement. Parken är uppkallad efter det tidigare franska departementet Deux-Nèthes (Twee Neten), vilket var beläget i nuvarande Belgien och Nederländerna. Departementets namn syftar på floden Netes båda armar: Grande Nèthe och Petite Nèthe. Square des Deux-Néthes har en entré vid Avenue de Clichy 24.

## Omgivningar
- Sacré-Cœur
- Saint-Pierre de Montmartre
- Square de la Rue Hélène

## Bilder
| - Square des Deux-Néthes. Längre bort skymtar ett konstverk föreställande abbé Pierre. - Sacré-Cœur. - Saint-Pierre de Montmartre. - Square de la Rue Hélène. |

## Kommunikationer
- Tunnelbana – linje  – La Fourche
- Tunnelbana – linjerna   – Place de Clichy
- Busshållplats Ganneron – Paris bussnät

### Webbkällor
- ”Square des Deux-Néthes (18ème arrondissement)”. Les rues de Paris. https://web.archive.org/web/20190727160518/http://www.parisrues.com/rues18/paris-18-square-des-deux-nethes.html. Läst 4 september 2023.